# Liderança de troca líder-membro

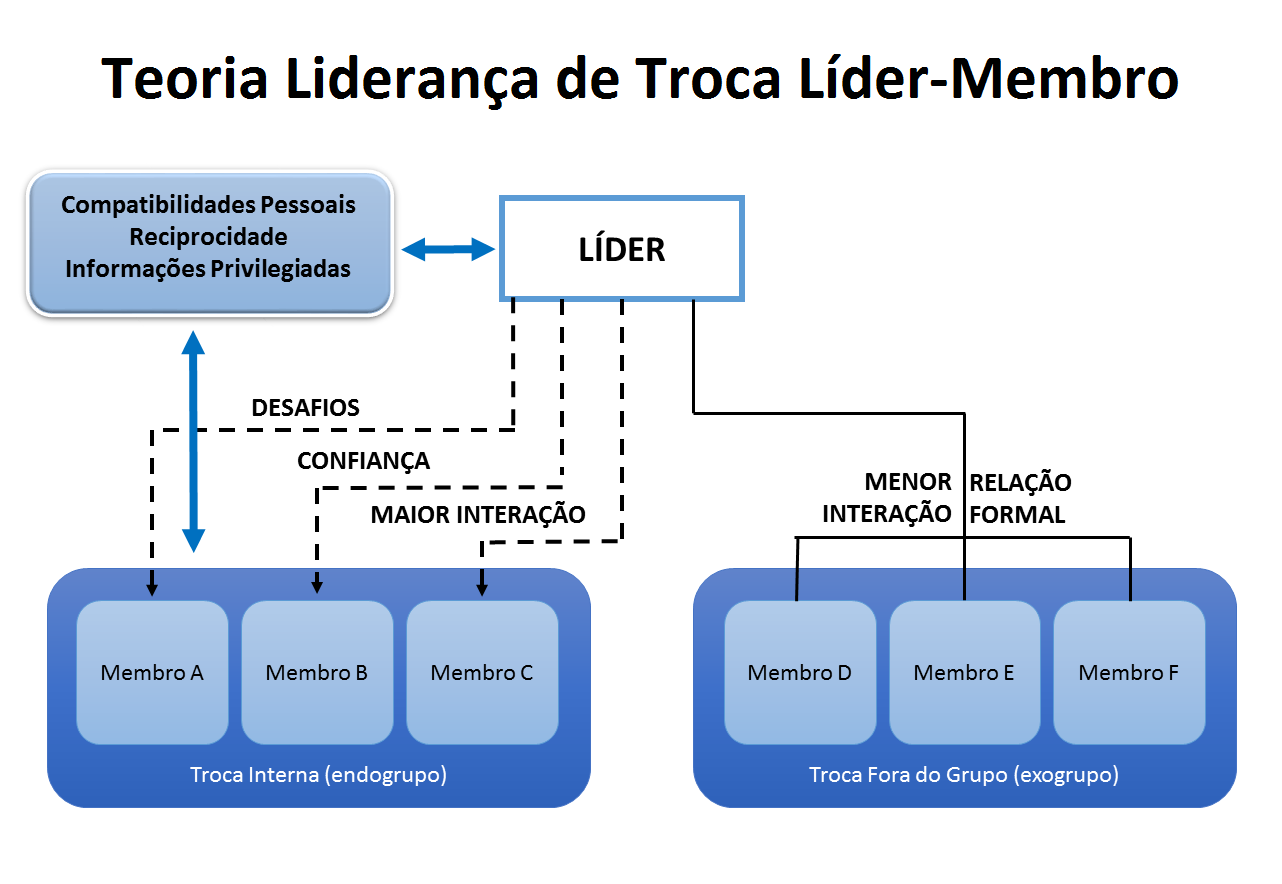
Modelo da liderança de troca líder-membro (Autor: ROBBINS, Stephen. 2005)

A Teoria Liderança de troca líder-membro do inglês, (LMX – Leader Member Exchange) refere-se ao relacionamento diário entre o líder e seus subordinados. A teoria tem como foco estudar o tratamento diferenciado entre os gestores e seus funcionários, baseando-se no fato de existir relações únicas um a um, com cada pessoa que se reporta e eles.

## A teoria
A teoria surgiu na década de 70, foi fruto do trabalho de Dansereau, Caschman e Graen (1973) que realizaram juntamente a duzentos e sessenta e um gerentes e supervisores, um modelo de liderança, que desafia a realidade da consistência comportamental dos modelos apresentados anteriormente ao LMX, como por exemplo a Teoria Contingencial. Foi constatado que o líder estabelece interações diferentes com cada um de seus liderados, pois é influenciado pelas semelhanças de personalidade, outro fator importante é o desempenho.
Duarte, Goodson e Klicha (1994) elaboraram uma pesquisa em uma companhia telefônica, no objetivo de averiguar o quanto o desempenho do liderado é influenciado pela qualidade do relacionamento com o líder. O desempenho do liderado foi medido a partir de dados objetivos, foi solicitado que os supervisores realizassem uma avaliação quantitativa distribuída entre sete pontos de análise. As informações colhidas foram analisadas através de uma Estatística multivariável que indicou que o processo de avaliação de desempenho do liderado é influenciado pelo tempo de convivência com seu líder.
O convívio gera no líder uma expectativa de desempenho sobre seu liderado que se corresponde ao Efeito Pigmaleão. Entende-se que a proximidade faz parte do processo de socialização do liderado, em que ele assume papéis e desempenha positivamente suas tarefas cotidianas diante o relacionamento com seu gestor. Quando o tempo de relacionamento é longo, o líder passa a ter maiores expectativas sobre seu liderado, consequentemente o desempenho será positivo.

## Tipos de relações entre a troca líder-membro
Os tipos de relações são divididos em dois grupos, sendo eles: a troca Interna (endogrupo) e o a troca fora do grupo (exogrupo).
| Tipos                          | Características |
| Troca Interna (endogrupo)      | Essa experiência é caracterizada pela grande forma de tratamento manifestada pelo supervisor com o membro que faz parte do seu círculo de relacionamentos interpessoais. O líder e seu liderado formam um relacionamento de recíproca proximidade, a presença da reciprocidade reflete-se à base das relações sociais em todos os sentidos. São compensados os “benefícios e favores recebidos de outras pessoas” (RODRIGUES; ASSMAR; JABLONSKI, 2003, p.259), com o objetivo de manter as relações sociais estáveis. Na troca interna o papel de líder é desempenhado na medida em que as influências são recebidas pelo seu liderado. Assim, são delegadas tarefas de maior responsabilidade para o membro do grupo, consequentemente o acesso as informações privilegiadas e possibilidade de carreira dentro da organização. |
| Troca fora do grupo (exogrupo) | De forma oposta ao tipo anterior, a dimensão de negociação e a forma de tratamento oferecida pelo supervisor para o membro que experimenta a troca fora do grupo é evidenciada pela comunicação pessoal limitada. Na troca, o membro e o seu líder não possuem um relacionamento interpessoal de reciprocidade. O papel de gestor/líder é executado conforme o subordinado cumpre o esperado de acordo com o contrato de trabalho que foi formalizado entre empresa x empregado. Em decorrência, o indivíduo que está fora do grupo realiza tarefas sem grandes impactos no cotidiano da organização. |

## Consequências
Em 1977 Gerstner & Day realizaram uma análise das relações entre LMX e medidas positivas de desempenho, trabalho e atitude. Foi constatado que há uma análise mais tendenciosa realizada pelo líder quando há um LMX positivo. As trocas mais favoráveis podem trazer efeitos tão importantes como alta produtividade, satisfação, motivação e uma delegação mais suave.
Quando a relação da liderança da troca entre líder-membro é bem-sucedida, as consequências podem ser mensuráveis por diversas medidas, sendo elas: comportamento geral, cidadania organizacional, comprometimento afetivo, comprometimento normativo, satisfação no trabalho, satisfação com o supervisor, satisfação com a remuneração, empoderamento, percepção da política, ambiguidade e o conflito de papéis. O LMX aumenta essas medidas por conseguinte, eleva os resultados de percepção e atitude.

## Implicações gerenciais
Atualmente, cada vez se faz necessário o reajuste das relações entre líderes e liderados devido constantes mudanças do mundo empresarial. Para a organização surgem oportunidades de se aperfeiçoar e a necessidade de atualizar/reformular processos para aumentar sua rentabilidade e permanecer competitiva no mercado.
Existem implicações importantes associadas ao modelo LMX: O líder nesta fase de transições tem papel fundamental de orientar os membros de sua equipe para deixá-los à vontade, mantendo-os motivados e satisfeitos com o trabalho desempenhado, pois as mudanças podem levar os colaboradores ao desagrado, estresse, entre outros fatores.
Por outro lado, se a liderança for aplicada de forma correta a relação da troca entre o líder-membro torna-se de alta qualidade, a fim de evitar a homogeneidade entre os funcionários na equipe. Os líderes precisam ser cuidadosos para terem relacionamentos positivos com seus subordinados diretos, visto que a teoria está relacionada a personalidade e semelhança demográfica. Para o gerenciamento de pessoas não basta ser comunicativo, esse processo deve ser dotado de inteligência interpessoal einteligência intrapessoal.

## Inteligência interpessoal x Inteligência intrapessoal
Apesar de o líder escolher qual funcionário participará da experiência da troca interna (endogrupo) ou troca fora do grupo (exogrupo), são as características dos liderados que determinam essa decisão, através da Inteligência emocional os envolvidos podem desenvolver a capacidade de interpretar seus próprios sentimentos e a aptidão de compreensão do próximo e suas diferenças, reconhecendo:
- Inteligência interpessoal: pode ser considerada como a habilidade, que, no processo interativo com as pessoas, possibilita compreendê-las, tentar interpretar seus comportamentos, deixando de lado conceitos antecipados.

- Inteligência intrapessoal: é relativa ao nosso interior, ao nosso eu. Sendo a habilidade de reconhecermos o que estamos sentindo e desenvolvermos padrões mentais definidos sobre nós mesmos.

## Na prática
O tratamento diferenciado de forma excessivo por parte do líder com seus liderados pode ocasionar problemas morais como assédio moral e até psicológicos sofridos por parte dos funcionários como consequência a deterioração do ambiente de trabalho e queda no desempenho.
Cobranças exageradas, metas abusivas e isolamentos motivaram uma ex-bancária a processar a empresa que trabalhava. A relação diferenciada entre o gestor e a funcionária ocasionou mudanças em seu desempenho, devido a oito transferências em agências bancárias, limitação ao acesso de informações necessárias para a realização de suas tarefas e exposição publica a ameaças.
"Na reclamação trabalhista, a bancária relatou que sofria tratamento diferenciado por parte do chefe que não lhe dirigia a palavra "nem com um ‘bom-dia'", isolando-a nas reuniões, sonegando informações necessárias ao bom desempenho das funções e a expondo publicamente com ameaças de demissão".(Giesel, T.)